# توماش بدنارک
توماش بدنارک (انگلیسی: Tomasz Bednarek؛ زادهٔ ۱۲ نوامبر ۱۹۸۱) یک تنیس‌باز اهل لهستان است.